# Furness-skatten
Furness-skatten er et depotfund med vikinge-sølvmønter fra vikingetiden og andre genstande fra 800- og 900-tallet, der blev fundet Furness, Cumbria, England i maj 2011 af en unavngiven detektorfører. Den præcises lokation for fundet samt finderen og jordejeren er ikke offentliggjort..
Skatten består af 92 sølvmønter, inklusive to arabiske dirham, flere sølvbarre og et sølvarmbånd. Depotfundet antages at være blevet nedlagt omkring år 955.
Det er det største skattefund fra vikingetiden, som er blevet fund i Furness-området, og det er blevet beskrevet som et manglende link, fordi det er det første arkæologiske bevis på nordisk beboelse i området, selvom der er mange lokale stednavne, som Barrow, Yarlside, Roa Island og Ormsgill alle er af norrøn oprindelse.
Fundet er udstillet på Dock Museum i Barrow-in-Furness, og museet har indikeret, at man håber på at købe fundet, når det er blevet vurderet af Treasure Valuation Committee.